# Duplominona amnica
Duplominona amnica är en plattmaskart som först beskrevs av Ball och Hay 1977, och fick sitt nu gällande namn av Martens 1983. Duplominona amnica ingår i släktet Duplominona och familjen Monocelididae. Inga underarter finns listade i Catalogue of Life.